# Golpe de Estado en Nigeria de 1993
El golpe de Estado de Nigeria de 1993 fue un sangriento golpe militar que tuvo lugar en Nigeria el 17 de noviembre de 1993  cuando las Fuerzas Armadas, encabezadas por el ministro de Defensa, general Sani Abacha, obligaron al presidente interino Ernest Shonekan a dimitir.  Shonekan asumió la presidencia interina el 26 de agosto de 1993, sucediendo al general Ibrahim Babangida como jefe de Estado, tras la anulación por parte de Babangida de las elecciones presidenciales del 12 de junio de 1993.  En una transmisión a nivel nacional después del golpe, Abacha citó la naturaleza estancada del gobierno de Shonekan y su incapacidad para gestionar el proceso democrático en el país como causa de su renuncia. En septiembre de 1994, Abacha emitió un decreto que colocaba a su gobierno por encima de la jurisdicción de los tribunales, otorgándole efectivamente poder absoluto. Otro decreto le dio derecho a detener a cualquier persona por hasta tres meses.
Abacha permaneció en el poder hasta su muerte el 8 de junio de 1998 en el complejo presidencial (Aso Villa) en Abuya.  Fue sucedido por el Jefe del Estado Mayor de la Defensa, el general de división Abdulsalami Abubakar, como jefe de Estado.